# Athyrium gonggaense
Athyrium gonggaense là một loài thực vật có mạch trong họ Woodsiaceae. Loài này được Z.R. Wang & L.B. Zhang miêu tả khoa học đầu tiên năm 1995.